# 石元孫
石元孫（991年—1063年），字善長，北宋將領。
宋初名將石守信之孫、石保興之子。原名慶孫，避章獻太后祖劉延慶諱而改名。以守信蔭為東頭供奉官（階官，三班使臣，小使臣，從八品）、閣門祗候（職，從八品），累遷如京副使（階官，諸司副使，西班，從七品）。仁宗即位，改文思副使（階官，諸司副使，西班，從七品）、勾當法酒庫。吏盜酒，坐失察，追二官，貶為西京作坊副使，復如京副使。為澶州在城巡檢兼管句駐泊兵馬，徙知莫州，值河北水患，以莫州最甚，石元孫到任后，加大力修護河堤友修繕城垣，受到賜詔獎諭。天聖七年（1029年）八月，任契丹主正旦副使，出使契丹國。以出使不辱使命，超擢為禮賓使（階官，諸司正使，西班，正七品）。又徙保州，領廉州刺史（遙郡刺史），兼保州、廣信、安肅軍緣邊都巡檢。時開屯田，鑿塘水，有訟元孫擅汙民田者，遣官按視，訟者以誣服，即賜白金五百兩，詔褒諭之。天聖八年（1030年）十二月，遷三階為西京作坊使。仁宗改元明道，再遷西上閣門使（階官，橫行正使，從六品）、并代州兵馬鈐轄，十月，調充并代州路管內馬步軍鈐轄專管勾麟府州駐泊兵馬。景佑元年（1034年）十二月，特除龍衛神衛四廂都指揮使、榮州防禦使。三年（1035年）五月，知澶州事兼修河部署，又改授真定府、定州等路駐泊馬步軍副都部署，遷捧日天武四廂都指揮使，又知澶州事兼兵馬部署。四年（1037年）四月，補侍衛親軍步軍司都虞侯。十一月，任侍衛親軍馬軍司都虞侯。寶元元年（1038年）初，任高陽關駐泊馬步軍副都部署。二年（1039年）六月，為鄜延路馬步軍副部署兼延邊巡檢安撫使、邕州觀察使。康定元年正月，授殿前司都虞候（禁軍軍職，從五品）。時西夏攻延州，三川口（今延安西）之戰爆發，主將劉平、石元孫從慶州來援，劉平敗，和石元孫都戰敗被俘，劉平病死西夏，當時傳聞石元孫已死，朝廷贈忠正軍節度使（階官，從二品）兼太傅（加官，三公，正一品），錄其子孫七人為官。宋夏議和後，元孫被放還，宋廷嘩然，臺諫官上奏請斬元孫於塞下，以示夏人。次相陳執中請如其奏，唯獨首相賈昌朝反對，奏曰:“前代將臣敗覆而還，多不加罪。”元孫遂免於一死。慶曆五年（1045年）五月，削除官爵，編管全州。其子弟嘗授陣亡恩澤者，並追奪之。六年（1046年）二月，仁宗予以赦書恩典將石元孫遷移襄州，侍御史劉湜以“比聞石元孫以升祔赦書，量移襄州。元孫失軍辱命，朝廷貸而不誅，今若例從量移，何以勸用命之士？”為由，迫使仁宗收回成命。后重賜恩典，移住襄州，授太子率府率，給予祿錢。數年后，授環衛官，徒置許州。嘉佑二年（1057年），准許返京師居住。八年（1063年）八月，卒，年七十二。英宗聞之嗟悼，特遣中使賜東帛赙贈，以恤諸孤。治平二年（1065年）五月，葬河南府洛陽平楽鄉宣武村之梓澤原。

## 家族
- 曾祖：石銳，贈太師、中書令、齊國公
- 曾祖母：董氏，魏國太夫人
- 祖：石守信，秦王
- 祖母：魏氏，秦國太夫人
- 叔：石保吉
- 父：石保興，贈尚書令
- 嫡母：楊氏，南陽郡太夫人
- 生母：南宮氏，廣陵郡太君
- 妻：崔氏
- 妻：陸氏
- 子：石宗道，左侍禁
- 子：石宗易，右班殿直
- 子：石黑頭，早卒
- 子：石宗奭，早卒
- 子：石黑哥，早卒
- 子：石宗尹，西京作坊副使
  - 孫：石況
  - 孫：石演
  - 孫：石濬
  - 孫：石澈，西京左藏庫副使
    - 曾孫：石端禮，尚瀛國長公主，终官武宁军承宣使、提举醋泉观公事
- 子：石宗亮，西頭供奉官
- 子：石宗廣，右侍禁
- 子：石得壽，幼亡
- 子：石宗度，右班殿直，早亡
- 子：石宗永，左侍禁
  - 孫女：石氏，適左侍禁曹謂
  - 孫女：石氏，適內殿承制張正一
  - 孫女：石氏，適左侍禁劉永正
  - 孫女：石氏，適文思使夏陽
- 孫：石繼勛，左侍禁
- 孫：石曖，早卒
- 孫：石暲，早卒
- 孫：石繩祖，早卒
- 孫：石曦，早卒
- 孫：石繼英
- 孫：石昕
- 孫：石暉
- 孫：石暐
- 孫：石日東
- 孫：石晦
- 孫：石繼顏
- 孫：石煦
- 孫：石晒
- 孫：石曄
- 孫女：石氏，適內殿承制趙思明
- 孫女：石氏，永安縣君，適右武衛大將軍、簡州刺史趙仲論
- 孫女：石氏，延安郡君，適右驍衛大將軍、峽州刺史趙宗絳
- 孫女：石氏，仁和縣君，適右羽林軍大將軍、施州刺史赵仲防